# Mai Chí (nhà văn)
Mai Chí (tiếng Trung: 梅志, 1914 - 2004) là bút hiệu của một nữ văn sĩ Trung Hoa.

## Tiểu sử
Bà Mai Chí có nguyên danh là Đồ Kỳ (屠琪) hoặc Đồ Cức (屠棘), tự Tú Hoa (玘華), sinh ngày 22 tháng 5 năm 1914 tại thành Nam Xương, tỉnh Giang Tây nhưng bản quán tại quận Vũ Tiến, thành Thường Châu, tỉnh Giang Tô.
Vào năm 1932, bà Mai Chí đến Thượng Hải sinh hoạt trong phong trào văn học cánh tả đang sục sôi bấy giờ. Bà bắt đầu quen biết Hồ Phong và họ dần cảm mến nhau. Đến cuối năm 1933 thì hai người kết hôn. Từ đó cho đến năm 1944 là quãng thời gian lưu lạc của cặp vợ chồng son, họ đã trải nhiều nơi Trùng Khánh, Hồng Kông, Quế Lâm.

## Tác phẩm
- Hồ Phong truyện (胡風傳)